# Jerónima de Burgos
Jerónima de Burgos (¿Valladolid?, ¿1580?-Madrid 27 de marzo de 1641) fue una actriz y directora teatral del Siglo de Oro español.
En 1594 ya se la documenta como actriz y cónyuge del también actor y autor de comedias Pedro de Valdés, con quien desempeñó casi toda su actividad teatral como actriz y directora teatral.
A pesar de ser una de las actrices más conocidas del Siglo de Oro, Jerónima de Burgos ha pasado a la historia por ser una de las amantes del más prolífico dramaturgo de este siglo, Lope de Vega, el cual dejó en su epistolario y en su obra, empujado por los sentimientos del momento, las huellas de esa relación personal con la actriz, que debió de empezar alrededor de 1607.
Sin embargo, el vínculo entre Jerónima de Burgos y Lope de Vega fue también profesional. A partir de 1610, Lope fue, de hecho, el dramaturgo oficial de la agrupación de Pedro de Valdés, y como tal escribió muchas obras en las cuales algunos papeles fueron representados por Jerónima de Burgos. Entre ellos, el de Nise, de La dama boba (1613), comedia estrenada por la compañía de Valdés. Los mismos apodos con los que el dramaturgo llamaba a la actriz en sus cartas («Gerarda», «la amiga del buen nombre», «doña Pandorga») reflejan el afecto o el sucesivo distanciamiento de Lope respecto a Jerónima, que se tradujo también en la ruptura de relaciones profesionales entre el dramaturgo y Pedro de Valdés en 1615.
Jerónima de Burgos falleció en Madrid el 27 de marzo de 1641, ya viuda y enferma. Fue enterrada, como muchos actores de la época, en la parroquia de San Sebastián de Madrid.